# Фемтостільник

Спрощена версія Node B і Home Node B (3G femtocell) в архітектурі 3G

Фемтостільник, фемтото́чка (англ. femtocell) — малопотужна і мініатюрна станція стільникового зв'язку, призначена для обслуговування невеликої території (одного офісу або квартири). З'єднується з мережею стільникового оператора через канал зв'язку, підведений до користувача (публічний Інтернет), обслуговує зазвичай залежно від типу: домашня — 4 і офісні — 16 (32) користувача стільникових телефонів.

Фемтостільник, пікостільник, метростільник, і мікростільник належать до категорії так званих «малих стільників» (англ. small cells) — малопотужних бездротових точок доступу, що працюють в дозволеному частотному спектрі і керовані оператором.

## Переваги
Завдяки фемтостільникам, покриття стільникової мережі різко поліпшується саме в тих точках, де це необхідно. Надає всі ті ж функції, що й «велика» стільникова чарунка, але в одному зручному для встановлення контейнері. Хоча основна увага приділяється розвитку UMTS-фемтосотам, вони можуть створюватися і для інших стандартів.
Для стільникового оператора дає можливість поліпшити покриття і ємність мережі, особливо всередині будівель. З'являється можливість надавати додаткові послуги за зниженими цінами і економити на обладнанні.
Схожі принципи використовувалися в технології Fixed Mobile Convergence, однак для неї вимагалися двостандартні телефони, здатні перемикатися між стільниковим зв'язком і Wi-Fi-підключенням.

## Порівняння з пікостільниками
Пікостільники — аналогічна концепція; відрізняється тим, що пікостільники — не самостійна базова станція, а лише виносний елемент для прийому і передачі сигналу, що вимагає підключення до стандартного контролера «великої» базової станції. Таке підключення може бути організовано по дешевих інтернет-мережах. Проблеми цього варіанта полягають у меншій захищеності переданого сигналу, надійності каналу і в тому, що контролери базових станцій не розраховані на велику кількість ведених передавачів. Питання захищеності вирішується шляхом використання VPN.

## Впровадження
Одну з перших і великих інсталяцій фемтостільників створила компанія Sprint (США) у містах Денвер і Індіанаполіс. Робота ведеться з кінця 2007 р., використовуються фемтостільники виробництва Samsung Electronics, названі Sprint Airave. Підтримуються будь-які телефони, придбані у Sprint.
На жовтень 2009 вже є комерційні запуски в США у AT & T на базі обладнання IPACCESS (за участю CISCO), в англійському Vodafone на базі обладнання Alcatel Lucent, в Японії Softbank на базі обладнання NEC. в Таїланді SturHub на базі обладнання HUAWEI. Комерційні запуски в Європі на 2010 рік відбулися у кількох стільникових операторів. Найвідоміші — SFR (Франція) на обладнанні NEC, Optimus (Португалія) на обладнанні HUAWEI, пілотні у Telefonica, Mobicom Austria, Telecom Italia, T-mobile Німеччина та інші.
Компанія J'son & Partners Consulting представила аналітичний звіт «Фемтомережі в Росії і в світі».
До кінця 2011 р. в світі налічувалося понад 3 млн активних фемтостільників різних типів (приватний і корпоративний сегмент, міські та сільські мережі), тобто більше ніж базових станцій 3G. За підсумками 2012 р. очікується збільшення поставок до 6 млн одиниць. Продажі 3G-фемтостільників будуть домінувати.
Основні вендори: ip.access, Ubiquisys, Airvana, Alcatel-Lucent, Cisco, Huawei, NEC, Nokia-Siemens Networks (NSN), Samsung, ZTE і ін Основні інсталятори: Sprint (1 млн.), Softbank, SFR і Vodafone — по 100 тис.), AT&T (більше ніж 500 тис.).
Потужним драйвером для просування технології фемтостільників (малих стільників) стане LTE. SK Telecom (Південна Корея) вже реалізувала комерційний проєкт з розгортання фемтостільників в мережі LTE. Virgin UK і Telefonica анонсували випробування «малих сот» для LTE.